# Фиттерман, Борис Михайлович
Борис Михайлович (Моисеевич) Фиттерма́н (1910—1991) — советский конструктор автомобилей.

## Биография
Родился 9 января (по другим данным 8 января) 1910 года в Москве, на Арбате, в семье участника в русско-японской и Первой мировой войн, врача-педиатра и издателя Моисея Яковлевича Фиттермана (?—1932) и зубного врача Розы Самуиловны Фиттерман. Отец возглавлял издательство «Мир», семья жила в доме № 43 на Арбате.
В 1931 году окончил Московский автотракторный институт, где в качестве дипломной работы разработал тяжелый мотоцикл с карданной передачей для возможного использования в РККА. В 1933 году перешёл в Научный автотракторный институт (НАТИ), а оттуда в Научно-исследовательский институт городского движения (НИИГД).
Затем работал на Заводе имени Сталина, где занимался линейкой автомобилей «ЗИС» и был назначен начальником конструкторского бюро шасси. В марте 1943 года стал главным конструктором завода, проработал в этой должности до ареста в 1950 году.
В 1945 году женился на актрисе и балерине, бывшей политзаключённой Иде Пензо.
28 марта 1950 года был арестован по делу о «вредительской группе на заводе ЗИС». Следователями Б. М. Фиттермана были Носов, Лихачёв и Влодзимирский. Следствие было крайне тяжёлым, в основном оно проходило в Лефортовской тюрьме, но после того, как Б. М. Фиттерман отказался от своих показаний, его возили в особорежимную Сухановку. В декабре этого же года по обвинению в саботаже, антисоветской и националистической деятельности, а также во вредительско-подрывной работе постановлением Военной Коллегии Верховного Суда СССР был приговорён к 25 годам ИТЛ, наказание отбывал в Речлаге. Участник, но не сторонник Воркутинского восстания. После окончания забастовки его вместе с несколькими активистами группой из 100 человек отвели в тундру к большому выкопанному рву. Там заставили сесть на землю, вытянуть ноги. Так они вместе провели в ожидании расстрела около 9 часов, с десяти утра до семи вечера, после чего усиленная охрана отвела заключенных обратно в зону. В лагере им объявили, что их «простили».
15 октября 1955 года был реабилитирован и восстановлен в КПСС, защитил докторскую диссертацию.
После этого работал заведующим лабораторией и начальником бюро легковых автомобилей Научного автомоторного института (НАМИ), преподавал в Московском автодорожном институте (МАДИ).
Б. М. Фиттерман был главным конструктором автомобиля «ЗАЗ-965» («Запорожец»).
Умер 16 ноября 1991 года. Похоронен на Введенском кладбище (11 уч.).

## Семья
Жена (с 1945 года) — балерина Ида Петровна Пензо (1906—1992), первым браком замужем за кинооператором Владимиром Нильсеном.

## Публикации
- Фиттерман Б. М. Проектирование легковых автомобилей. М.: Машиностроение, 1980
- Фиттерман Б. М. Почему создалось такое нетерпимое положение? // газ. «За передовую технику» от 9 авг. 1988 (№ 31- 32), пол. 2- 3

## Награды и премии
- Орден Ленина
- Орден Трудового Красного Знамени
- медали
- Сталинская премия второй степени (1946) — за разработку конструкций нового легкового автомобиля ЗИС-110
- Сталинская премия второй степени (1949) — за разработку конструкции грузового автомобиля «ЗИС-150»